# سید احمد مشهدی

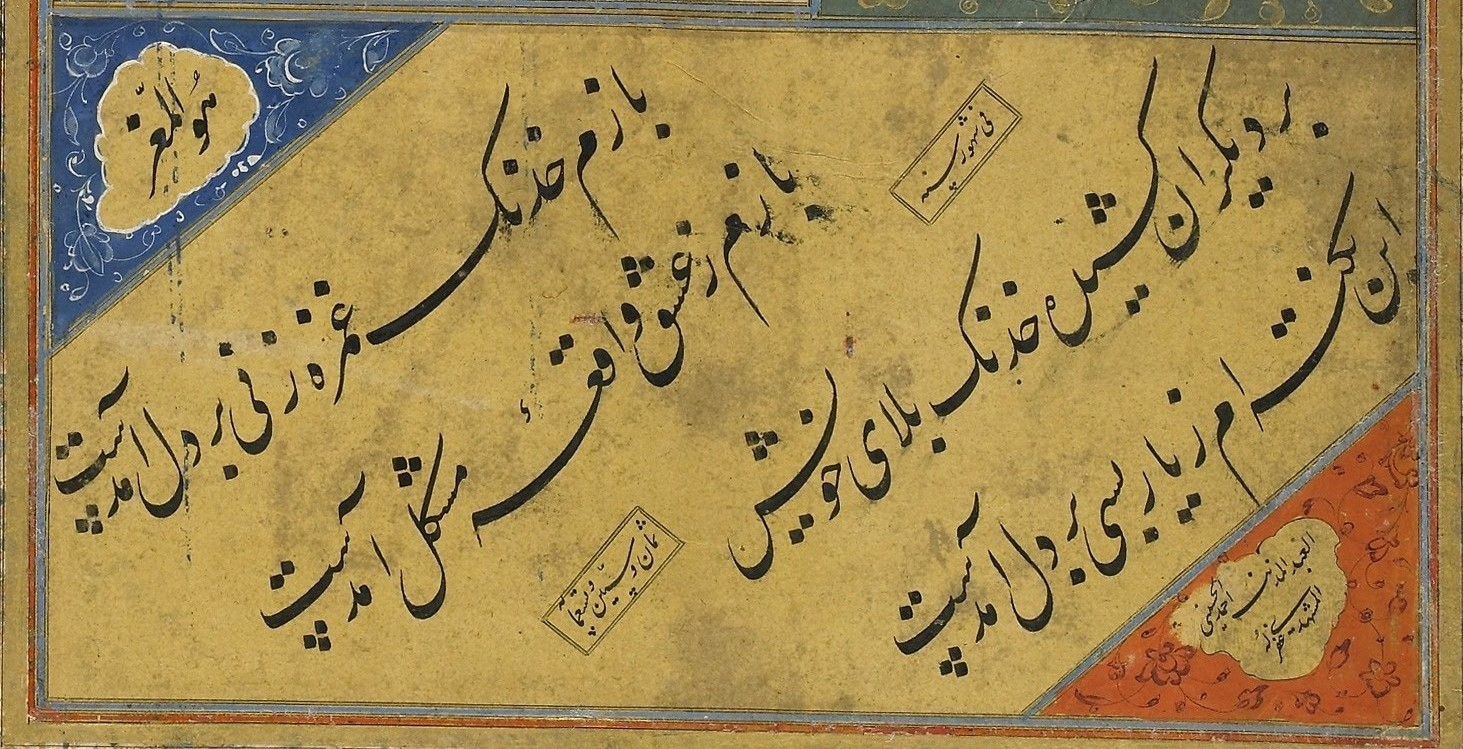
اثری از سید احمد مشهدی، خوش‌نویس زبردست ایرانی

سید احمد مشهدی یا میر سید احمد (درگذشت ۹۸۶ ه‍. ق) از خوشنویسان زبردست خط نستعلیق در قرن دهم هجری است. او از سادات حسینی و اهل مشهد بود. پدرش در آستان حضرت رضا خدمت شمع‌ریزی داشت. سید احمد شاعر نیز بود که بعضی از اشعارش به خط خود او موجود است.
سید احمد مشهدی از سادات حسینی مشهد بود که برای تحصیل خط از مشهد به هرات رفت و به خدمت میر علی هروی رسید و جندی نگذشت که سرآمد شاگردان او شد. پس از تصرف کوتاه مدت هرات به دست شیبانی‌ها چون میرعلی را به بخارا کوچ دادند وی هم به دنبال استاد عازم آن دیار شد. می‌گویند پیاده تا بخارا راه پیمود و در آنجا نیز مدتی شاگردی استاد کرد.
وی پس از درگذشت استادش میر علی هروی چندی در کتابخانه عبدالعزیزخان ازبك به کتابت مشغول بود و پس از فوت وی به وطن برگشت. سید احمد چند سال نیز در دربار شاه طهماسب اول صفوی به کار کتابت و قطعه‌نویسی مشغول بود و همین‌طور پس از شاه طهماسب در دربار جانشین وی شاه اسماعیل دوم همین کار را ادامه داد که آوازه خوشنویسی او سبب شد او را به قزوین فرا خواند. سید احمد مشهدی پس از در گذشت شاه اسماعیل دوم به مازندران رفت و درهمانجا به سال ۹۸۶ بدرود حیات گفت.

## شاگردان
از شاگردان وی می‌توان حسنعلی مشهدی، علیرضا مشهدی، محمدرحیم مشهدی، قانعی، محمد حسین تبریزی و قاضی احمد بن میرمنشی مؤلف کتاب «گلستان هنر» را می‌توان نام برد.